# Бжезе (Плешевський повіт)
Бжезе (пол. Brzezie, нім. Birkenau) — село в Польщі, у гміні Плешев Плешевського повіту Великопольського воєводства.
Населення — 662 особи (2011).
У 1975-1998 роках село належало до Каліського воєводства.

## Демографія
Демографічна структура станом на 31 березня 2011 року:
|          | Загалом | Допрацездатний вік | Працездатний вік | Постпрацездатний вік |
| -------- | ------- | ------------------ | ---------------- | -------------------- |
| Чоловіки | 346     | 96                 | 218              | 32                   |
| Жінки    | 316     | 63                 | 195              | 58                   |
| Разом    | 662     | 159                | 413              | 90                   |